# Kaapse Schiereiland
Het Kaapse Schiereiland is een grotendeels rotsachtig schiereiland dat 75 kilometer de Atlantische Oceaan inloopt op de meest zuidwestelijke hoek van Afrika. Het meest zuidelijke punt van het Kaapse Schiereiland staat bekend om het Kaappunt en Kaap de Goede Hoop. De noordkant van het schiereiland grenst aan de Tafelberg van Kaapstad.
Het schiereiland was vroeger een eiland totdat het ongeveer 60 miljoen jaar geleden met het vasteland verbonden werd door de opkomst van wat nu als de Kaapse Vlakte bekendstaat. De dorpen op het Kaapse Schiereiland maken nu onderdeel uit van Groot-Kaapstad.